# Mîhailivka, Drabiv
Mîhailivka (în ucraineană Михайлівка) este localitatea de reședință a comunei Mîhailivka din raionul Drabiv, regiunea Cerkasî, Ucraina.

## Demografie
Componența lingvistică a localității Mîhailivka
     Ucraineană (97,72%)
     Rusă (1,92%)
     Alte limbi (0,27%)
Conform recensământului din 2001, majoritatea populației localității Mîhailivka era vorbitoare de ucraineană (97,72%), existând în minoritate și vorbitori de rusă (1,92%).